# إيلات مزار
إيلات مزار (بالعبرية: אילת מזר، 10 سبتمبر 1956 - 25 مايو 2021) كانت عالمة آثار من إسرائيل. تخصصت في القدس والآثار الفينيقية. كانت أيضًا شخصية رئيسية في علم الآثار التوراتي الذي اشتهر باكتشافها الهيكل الحجري الكبير، والذي اعتقدت أنه قصر الملك داود.

## المنهج العلمي
كانت مزار متطرفة في الكتاب المقدس، ووفقًا لها «أعمل مع الكتاب المقدس في يد وأدوات التنقيب في اليد الأخرى، وأحاول أن أفكر في كل شيء».
ومع ذلك، فإن إسرائيل فينكلشتاين وعلماء آثار آخرين من جامعة تل أبيب قد أعربوا عن قلقهم من أنه بالإشارة إلى تاريخها لعام 2006 لـ «سور مدينة سليمان» في المنطقة الواقعة إلى الجنوب من جبل الهيكل والمعروف باسم «أوفيل»، فإن «النص التوراتي» يسيطر على هذه العملية الميدانية، وليس علم الآثار. لولا قراءة مزار الحرفية للنص التوراتي لما كانت ستؤرخ البقايا إلى القرن العاشر قبل الميلاد بهذه الثقة. ومع ذلك يتفق العلماء الآن مع تأريخ مزار لهذا النص من الهيكل.
حذر رايان بيرن مزار عقب ارتباك عام 2008 بشأن النقش على ختم شيلوميت، أنه «في اندفاعة جنونية لإبلاغ الجمهور بالقطع الأثرية التوراتية أو ربط الاكتشافات بأكثر الأشخاص أو الأحداث غموضًا التي تم الإبلاغ عنها في الكتاب المقدس، هناك في بعض الأحيان الميل إلى التنازل عن التحذير التحليلي الذي تستحقه أشياء ذات قيمة غالية».